# Schinderhannes bartelsi
Schinderhannes is een geslacht van uitgestorven hurdiide radiodonten (anomalocarididen) bekend van één exemplaar uit de Hunsrück-leisteen uit het Vroeg-Devoon. De ontdekking was opzienbarend omdat voorheen radiodonten alleen bekend waren van uitzonderlijk goed bewaarde fossielenlagen (Lagerstätten) uit het Cambrium, honderd miljoen jaar ouder.

## Ontdekking
Het enige exemplaar, het holotype PWL 1994/52-LS, werd ontdekt in de Eschenbach-Bocksberg-groeve in Bundenbach.
De typesoort is Schinderhannes bartelsi, benoemd in 2009 door Gabriele Kühl, Derek E.G. Briggs en Jes Rust. De geslachtnaam is vernoemd naar Schinderhannes, de bijnaam voor de beruchte rover Johannes Bückler die rond 1800 het vondstgebied onveilig maakte. De soortaanduiding bartelsi eert Christoph Bartels, een expert in leisteen uit de Hunsrück. Het exemplaar bevindt zich nu in het Naturhistorisches Museum in Mainz.

## Beschrijving
Schinderhannes is ongeveer tien centimeter lang over de volledige lichaamslengte gemeten, 6,8 centimeter lang exclusief het telson, het laatste rompsegment. 

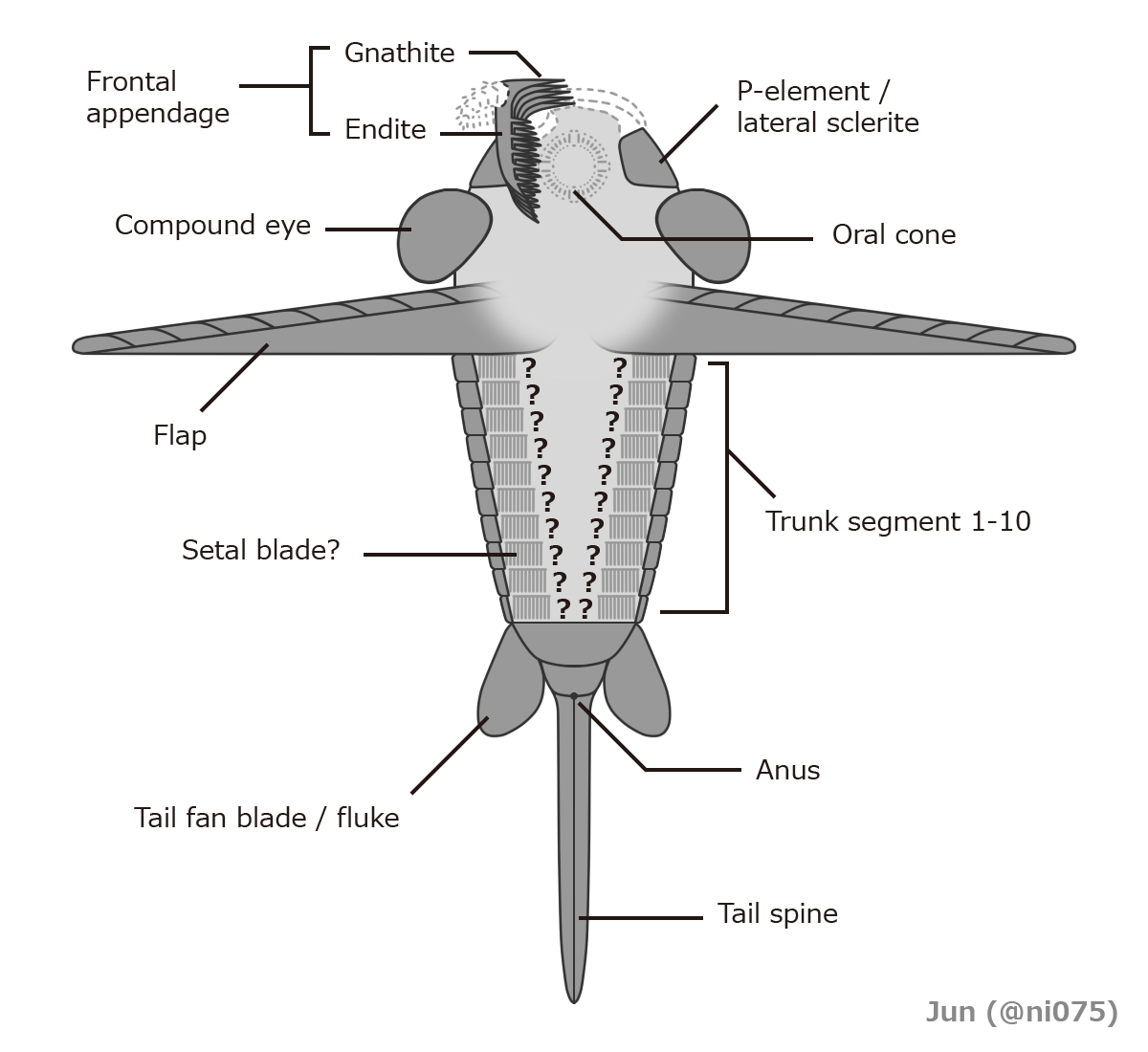
Diagram van de onderzijde van Schinderhannes

Net als bij andere radiodonten, draagt de kop een paar stekelige frontale aanhangsels, een radiaal gevormd onderste monddeel ("orale kegel') en een paar grote zijdelings geplaatste samengestelde ogen. De gedetailleerde bouw van de frontale aanhangsels en de orale kegel is onzeker vanwege de beperkte resten. De aanhangsels tonen echter typische hurdiide kenmerken zoals onderliggende bladvormige endieten, de hoofdlichamen van de aanhangsels. De ogen bevonden zich in een relatief voorste positie in tegenstelling tot andere hurdiiden. Er zijn sporen van zijstructuren waarvan oorspronkelijk werd gedacht dat het de schachtgebieden van de frontale aanhangsels waren, maar die vermoedelijk P-elementen (zijdelingse sklerieten) vertegenwoordigen, zoals bij andere radiodonten. De grens tussen hoofd en romp (de 'nek') was breed met een paar lange, naar beneden uitstekende flappen. De romp bestaat uit twaalf lichaamssegmenten die worden aangegeven door zachte bovenste cuticula (oorspronkelijk gezien als stijve tergieten). De eerste tien segmenten hebben paren gestreepte structuren die oorspronkelijk werden geïnterpreteerd als birame (vertakte) onderste flappen, maar later onderzoek bij andere radiodonten (bijvoorbeeld Lyrarapax) suggereert dat ze veeleer setale bladen (bovenste kieuwachtige structuren bij radiodonten) en flappen vertegenwoordigen. Het elfde segment draagt nog een paar kortere, afgeronde flappen. Het laatste segment mist aanhangsels en eindigt met een lang, stekelvormig telson, en op de onderzijde een anus die zich direct voor het telson bevindt.

## Ecologie
De bewaarde inhoud van het spijsverteringskanaal van Schinderhannes is typerend voor roofdieren. Schinderhannes was mogelijk een vrij zwemmende vorm (dus behorend tot het nekton), die zichzelf voortbewoog met de lange flappen aan zijn hoofd en zijn kortere flappen op het elfde segment gebruikte om te sturen. Deze flappen zijn vermoedelijk afgeleid van de zijflappen van radiodonten uit het Cambrium die lobben langs hun zijkanten gebruikten om te zwemmen, maar de specialisaties zoals te zien bij Schinderhannes misten.

## Betekenis
Als een radiodont uit het Devoon was de ontdekking van Schinderhannes het meest betekenisvol wegens de enorme uitbreiding van het bereik van de radiodonten zijn inhield: de groep was voorheen alleen bekend uit Lagerstätten van het lagere tot midden Cambrium, honderd miljoen jaar ouder. Dit onderstreepte het nut van Lagerstätten zoals de Hunsrückleisteen: deze uitzonderlijk bewaard gebleven fossiele horizonten zijn misschien wel de enige beschikbare mogelijkheid om niet-gemineraliseerde vormen te observeren.

## Fylogenie
De ontdekking van Schinderhannes heeft ook geleid tot nieuwe hypothesen over de classificatie van basale geleedpotigen. Eén classificatieschema geeft Schinderhannes' als zustertaxon van de euarthropoden (kroon- of 'echte' geleedpotigen) in plaats van andere radiodonten, gebaseerd op de kenmerken die werden geïnterpreteerd als euarthropode-achtig (bijvoorbeeld de tergiet en het birame aanhangsel). Dit zou betekenen dat de euarthropode lijn is geëvolueerd uit een parafyletische graad van radiodonten, en dat de groep van basale geleedpotigen met 'grote / frontale aanhangsels' geen natuurlijke groepering is, en dat de birame aanhangsels van geleedpotigen dan kunnen zijn ontstaan door fusie van radiodonte zijkleppen en kieuwen. Dit scenario werd betwist door latere onderzoeken, aangezien werd vermoed dat de vermeende euarthropode-achtige kenmerken echte radiodonte eigenschappen waren (bijvoorbeeld zachte rompschubbenlaag, setale bladen en gepaarde flapspieren). Fylogenetische analyse met een focus op de Radiodonta plaatste Schinderhannes ook herhaaldelijk in de radiodonte familie Hurdiidae.